# 313

## Събития
- император Константин Велики издава Миланския едикт, с който признава християнството за равноправна религия в рамките на Римската империя

## Починали
- август – Максимин Дая, римски император